# Taurino Mariano Losa
Taurino Mariano Losa España (Moradillo de Roa, 11 de julio de 1893-Miranda de Ebro, 8 de octubre de 1966) fue un catedrático, botánico, micólogo, y fitogeógrafo español.

## Biografía
Estudia Farmacia obteniendo la licenciatura con "premio extraordinario" en 1915, por la Universidad Central de Madrid y su doctorado en 1926.
En los años 1930 ingresa en la Facultad de Farmacia de la Universidad Complutense de Madrid como Ayudante de Trabajos Prácticos, luego fue Auxiliar de Trabajos Prácticos.
En 1940 ganó la Cátedra de Botánica de la Facultad de Farmacia de la Universidad de Santiago de Compostela, donde fue designado decano. En 1942, accede a la cátedra de Botánica, en la Universidad de Barcelona. En esa época, la docencia de la botánica -como la de todas las disciplinas en la universidad- volvió a cánones más clásicos basados en la lección magistral, y no porque fuese particularmente el estilo de Losa, sino porque en la universidad del primer franquismo no se podían ni evocar las innovaciones pedagógicas del período republicano, básicamente procedentes de la Institución Libre de Enseñanza, que el régimen tuvo especial interés en aniquilar. Enseñó botánica en dos asignaturas (básicamente correspondientes a Criptogámicas y Fanerógamas) de curso entero. Losa hizo contribuciones relevantes a la flora vascular y a la micología y en 1943 funda de manera oficial el herbario de la facultad (sigla BCF y que en 2001 se fusiona con el herbario de la Facultad de Biología, BCC, para formar el del Centro de Documentación de Biodiversidad Vegetal de la UB: BCN). Este herbario, aparte de las recolecciones de Losa y sus colaboradores, enseguida acogió plantas de Font Quer y otros botánicos. Se retira en 1963, y continua como profesor en la Universidad de Navarra, hasta 1965.

## Algunas publicaciones
- taurino mariano Losa españa, miguel Losa españa, juan Arranz fraile. 1963. Plantas medicinales y herbario escolar. Vol. 6 Colección Didáctica Breve. Ed. Centro de Documentación y Orientación Didáctica de Enseñanza Primaria, 79 pp.
- --------------------------------. 1958. Algunas consideraciones sobre los hongos tóxicos agaricales: discurso inaugural de turno. Vol. 2 Publicaciones de la Real Academia de Farmacia. Ed. Real Acadèmia de Farmàcia de Barcelona. 46 pp.

## Honores
- Miembro fundador de la Real Academia de Farmacia de Cataluña[5]
- Miembro de la Real Sociedad Española de Historia Natural, 1954-1955
- Académico de Número de la Real Academia Nacional de Farmacia y del Instituto de España

## Eponimia
- (Asteraceae) Colymbada × losana (Pau) Fern.Casas & Susanna[6]
- (Lamiaceae) Lavandula × losae Rivas Goday ex Sánchez-Gómez, Alcaraz & García Vall.[7]
- (Saxifragaceae) Saxifraga losana Sennen[8]
- Centro de Estudios Micológicos T. Mariano Losa, de Miranda de Ebro

## Obra
- 1957. En coautoría con Rivas Goday y J.M. Muñoz. Botánica Descriptiva